# Павал Каруза
Павал Каруза (25 лютого 1906, село Вовколатка, Дісненський повіт, Віленська губернія — 20 лютого 1988, Вільнюс, Литва) — білоруський фольклорист, етномузиколог, композитор, громадський та політичний діяч.

## Життєпис
За деякими даними, родина Карузів переїхала до Білорусі з Італії.
У 1924 році Павло закінчив Браславську школу, у 1928 році Вільнюську консерваторію з класу теорії та композиції.
З 1924 по 1926 — вільний студент Вільнюського університету.
З 1925 — учасник суспільно-політичного та культурного життя Західної Білорусі.
У 1927 — Голова Центрального комітету Білоруської християнсько-демократичної партії (БХД) та головний редактор періодичного органу БХД — газети «Білоруська криниця». Як редактор газети, неодноразово переслідувався польською адміністрацією.
Під впливом фольклориста та композитора Антона Гриневича почав збирати білоруський мелос, який плідно використовував у виконавській практиці хору Білоруського інституту економіки та культури.
У 1928 році обраний виборцями Свенцянського повіту від БХД та Білоруської селянської спілки до польського сейму. Після розгону сейму Юзефом Пілсудським влітку 1930 року — безробітний.
У 1934 році, обіцяючи опублікувати його твори та фольклорні збірки, його шахрайським способом перевезли через Гдиню до Мінська. Заарештований та засланий на Соловки.
Повернувся в Білорусь у 1947 році після 13-річного заслання.
З 1947 по 1948 роки працював у Будинку творчості у Молодечно.
У 1949 році знову заарештований та засланий до Норильська. Звільнений у 1955 році. Реабілітований у 1957 році. Повернувся до Вільнюса.

## Діяльність
Працював хористом і композитором у Державному ансамблі польської пісні і танцю Литви. Співпрацював з фольклористами ІМЕФ Академії наук Білорусі, друкувався у журналі «Мистецтво Білорусі», газеті «Літаратура і мастацтва».
Підготував до друку музичні записи білоруського фольклору Антона Гриневича. Написав Камерну симфонію, засновану на білоруському мелосі, на тексти Янки Купали, Якуба Коласа, Ніла Гілевича, Лариси Геніюш, Максима Богдановича та інших білоруських поетів.